# Poquita ropa
Poquita ropa es el nombre del duodécimo álbum de estudio grabado por el cantautor guatemalteco Ricardo Arjona. Fue lanzado al mercado por el sello discográfico Warner Music Latina el 24 de agosto de 2010, grabado en México, Nueva York y Los Ángeles y producido el mismo Arjona. Tommy Torres, Lee Levin y Dan Warner, bajo su nombre de producción "Los Gringos", coprodujeron el disco, con trabajos adicionales de Matt Rollings y Brian Lang.
Con un estilo notablemente diferente a sus álbumes anteriores, Poquita ropa fue producido usando la menor cantidad de instrumentos musicales posibles, pues el objetivo de Arjona era lanzar las canciones "casi como ellas nacen"; y logró esto mediante el uso de sonidos inexistentes para hacer que las canciones sonaran más acústicas. Arjona consiguió un estilo de producción que hizo que las canciones sonaran como interpretaciones a capela, afirmando que "la música y las mujeres se ven mejor con poquita ropa."
El álbum fue un éxito de crítica y ventas, convirtiéndose en su tercer álbum número uno en las listas Top Latin Albums y Latin Pop Albums de la revista Billboard, encabezando también las listas de Argentina y México, y siendo certificado disco de platino en ambos países; en Chile, Colombia y los Estados Unidos fue disco de oro. El álbum estuvo nominado a la 53° entrega de los premios Grammy en la categoría "Mejor álbum pop latino" el 13 de febrero de 2011, perdiendo ante Paraíso Express (2009) del cantautor español Alejandro Sanz. Poquita ropa fue obteniendo comentarios positivos; Jason Birchmeier de AllMusic lo consideró un "esfuerzo acústico impresionante".
Fueron publicados tres sencillos para el disco. "Puente", una canción con influencias cubanas, fue lanzada como sencillo principal y alcanzó el puesto número 36 en la lista de "Latin pop songs" de Billboard; las otras dos canciones fueron "Vida" y "Marta", las cuales no aparecieron en las listas. En lugar de promover el álbum con una gira mundial, Arjona produjo una película del mismo nombre que fue transmitida por HBO y A&E; dirigida por Joaquín Cambre y protagonizada por la actriz mexicana, Edith González.

## Historia
Después del lanzamiento de su álbum 5to piso el 18 de noviembre de 2008 y su gira que lo llevó a recorrer Latinoamérica, Ricardo Arjona compuso "Poquita ropa", el decimosegundo álbum de su carrera, en el que se despojó de todo y propuso una música más ligera, acompañándose solamente de guitarra y en muy pocas ocasiones de piano, es decir, dejando las canciones básicamente en la esencia de su composición inicial.
El mismo artista reveló que a diferencia de otros discos, en donde las canciones pasan por un proceso en el que se les pone cuanto adorno es necesario, en esta ocasión las canciones se quedaron casi como fueron creadas. "Se les agregó sólo lo que a ellas les seguía pareciendo lo suficientemente cómodo como para desplazarse por ahí, casi de manera desnuda y sin complejos. Suena fácil, pero el proceso fue difícil porque había que convencer a todo el equipo que participó, que las canciones debían quedarse así y que no había que sumarle más cosas”. Además puntualizó que: 

...este disco, después de escucharlo y escucharlo, llego a la conclusión de que su nombre es el bautizo más importante que hice en mi vida, quizás porque nunca supe darle a ningún disco el nombre justo que se merecía.

## Composición
| "Los músicos e ingenieros que estuvieron involucrados en el proceso de grabación de Poquita Ropa, son los mejores de Los Angeles, Nashville, Tennessee y Miami. Esto es muy importante para un artista que no tiene nada que probar y que constantemente rompe las reglas de la música comercial" —Dan Warner. |

Arjona, quien define a "Poquita Ropa" como el álbum que siempre quiso hacer, buscaba cambiar drásticamente su estilo musical. Trató de usar la menor cantidad de instrumentos como fuera notable, pues según él "en la poquita ropa de las cosas, habita la belleza básica, cansada del disimulo de su magnitud por culpa del exceso de las prendas"; resultando en una producción que suena como interpretaciones a capela. Además añadió que "las canciones y las mujeres se ven mejor con poquita ropa", y que ellas (las canciones) "son como las mujeres, se ponen cosas encima y se preocupan tanto por eso que se olvidan que entre menos ropa, más belleza. Las canciones se ven agobiadas porque las saturamos con arreglos que buscan ensalzar sus cualidades, y terminamos escodiéndolas".
El disco fue grabado en diversos estudios de Nueva York, Los Ángeles y México, con la ayuda de Dan Warner, quien ha trabajado con Shakira, Celine Dion y Christina Aguilera. Jason Birchmeier de Allmusic comentó que Poquita Ropa "muestra a Arjona con su voz más desnuda, apoyada por arreglos de guitarra acústica, piano, y Hammond B-3 junto con toques ocasionales de cuerdas, instrumentos de viento, y coros". Poquita Ropa fue el primer álbum que Arjona grabó sin la coloaboración del productor y cantante Tommy Torres, cuya última producción en conjunto fue 5to piso (2008). El álbum es parecido en estilo al trabajo de Arjona en Galería Caribe (2000).
"Puente", el sencillo principal, tiene una duración de ocho minutos con treinta segundos, y está dividido en tres partes. La primera, es una canción a capela con un acompañamiento de piano; la segunda, es una balada con sonidos caribeños y latinos, con algo de salsa e influencias cubanas; y la tercera, es una mezcla de salsa y merengue con influencias cubanas nuevamente. Mónica Maristain del periódico "La Nación" comparó a "Puente" con la canción de Fito Páez, "Habana", de 1999.
La canción de Arjona cuenta con un video musical producido por el argentino Joaquín Cambre, con quien ya había trabajado para el videoclip de "Sin ti, sin mí". "Puente" cuenta una historia que se repite en escenarios y realidades opuestas. Muestra a dos niños (que en realidad son representados por el mismo actor), uno vive en un hotel abandonado en la playa y el otro en un edificio de la gran ciudad, sin embargo los dos están solos. Miami y La Habana son esos dos chicos que están metidos en su mundo y que sólo pueden salir cuando deciden ir al encuentro el uno con el otro.
El siguiente sencillo del álbum fue la canción "Vida" el cual en palabras del autor es "un tema autobiográfico y con una enorme dosis de la vida de mi viejo dentro de esta historia", seguido por la canción "Marta", de la cual comentó que es una melodía que "tiene pinceladas de una historia pasada vivida en Buenos Aires con una desnudista". "Mi país", "Aleluya", "Soledad enamorada", "Que voy a hacer conmigo", "Escribir una canción", "Por tanto amarte", "Todo estará bien" y "Usted", complementan el material.

## Contenido lírico
Cuando se le preguntó acerca del tema principal de "Puente", Arjona comentó "aunque muchos crean que es un tema trillado, no lo es para un cubano, sea en la isla o en Florida. La actualidad de esta disputa no tuvo freno desde 1959 y nunca vi algo más repugnante que la rivalidad entre personas ocasionada por fuerzas políticas. Chávez se puede pelear con Uribe, Fidel con Obama, pero que tiene que ver esto con que dos primos de tercera generación hereden una enemistad por un asunto de política." En la canción Arjona canta: "Habana / siempre en las mitades, tan mitad española, tan mitad africana / saben bien las olas que en cada ventana siempre hay un testigo / Habana." También dijo que "Puente" fue la única canción que por más que pretendieron desnudarla, "no se dejó desvestir y se puso ese traje Caribe que tan bien le sienta a lo cubano."

## Lista de canciones
Todas las canciones escritas y compuestas por Ricardo Arjona. 
| Poquita ropa |                           |                |          |  |
| N.º          | Título                    | Escritor(es)   | Duración |  |
| 1.           | «Vida»                    | Ricardo Arjona | 5:15     |  |
| 2.           | «Marta»                   | Ricardo Arjona | 5:51     |  |
| 3.           | «Aleluya»                 | Ricardo Arjona | 4:22     |  |
| 4.           | «Soledad enamorada»       | Ricardo Arjona | 4:24     |  |
| 5.           | «Qué voy a hacer conmigo» | Ricardo Arjona | 3:49     |  |
| 6.           | «Escribir una canción»    | Ricardo Arjona | 4:34     |  |
| 7.           | «Usted»                   | Ricardo Arjona | 3:21     |  |
| 8.           | «Puente (Acústico)»       | Ricardo Arjona | 4:47     |  |
| 9.           | «Todo estará bien»        | Ricardo Arjona | 3:30     |  |
| 10.          | «Mi país»                 | Ricardo Arjona | 4:27     |  |
| 11.          | «Por tanto amarte»        | Ricardo Arjona | 4:03     |  |
| 12.          | «Puente (Caribe)»         | Ricardo Arjona | 8:30     |  |
| 58:15        |                           |                |          |  |

iTunes Bonus Track
| N.º | Título                  | Duración |  |
| 13. | «Estas ganas de llorar» | 3:48     |  |

## Posicionamiento en las listas
| País      | Lista               | Posición máxima alcanzada | Fecha | Fuente |
| --------- | ------------------- | ------------------------- | ----- | ------ |
| Argentina | CAPIF ranking anual | 2                         | 2011  | [ 16 ] |

## Certificaciones
A tan sólo horas de su lanzamiento, el álbum consiguió disco de platino en Argentina, mientras que en Colombia, Chile, Venezuela, Estados Unidos y Puerto Rico, disco de oro.

## Película
A partir de las canciones, la empresa Warner propuso que se produjera una película, llamada Poquita ropa, la película, en la cual se contó con la participación protagónica de Edith González quien representaba a "Marta".
En una entrevista sobre su participación en dicho proyecto, la actriz comentó que en esos momentos ella se encontraba de gira con la obra ¡Buenas Noches, Mamá!, pero que eso no fue motivo de preocupación puesto que en el trabajo con Ricardo Arjona se ajustaron a sus horarios.